# Le Loufiat
 (février 2023).
Si vous disposez d'ouvrages ou d'articles de référence ou si vous connaissez des sites web de qualité traitant du thème abordé ici, merci de compléter l'article en donnant les références utiles à sa vérifiabilité et en les liant à la section « Notes et références ».

Le Loufiat est une mini-série franco-germano-suisse de 7 épisodes de 52 minutes, réalisée par Michel Boisrond, et diffusée à partir de 1984 à 1989 à la télévision sur Antenne 2.

## Fiche technique
- Réalisation : Michel Boisrond
- Assistant réalisateur :
- Scénarios : Raoul Mille
- dialogues : Michel Audiard
- Adaptation : Alphonse Boudard et Maurice Fasquelle
- Directeur de production : Annie Butler et Peter Deutsch
- Musique originale : Nicolas Jorelle
- Durée : épisodes de 52 minutes

## Distribution
- Florent Pagny : Michel
- Anne Gautier : Nathalie
- Anne Caudry : Sylvie
- Michael Lonsdale : Gustave
- Daniel Ceccaldi : Laffont
- Jérôme Foulon : Jean-Luc
- Stéphane Freiss : Gérard
- Micheline Luccioni : Solange
- Marie Laforêt
- Bernard Fresson : le cuisinier Julien
- Charles Gérard
- Jean-Marie Proslier : Bernard
- Michel Caccia
- Jean-Paul Roussillon
- Samuel Labarthe
- Erick Desmarestz
- Didier Terron : Laurent
- Ginette Garcin : Hélène
- André Gaillard : Me Faivre
- Charlotte Kady : Julie
- Brigitte Chamarande : Anne
- Annie Savarin : Mme Bouvier
- Denis Chérer
- Vania Vilers
- Kathryn Walton-Ward : la journaliste

## Sujet
L'itinéraire d'un jeune homme qui découvre la vie à travers l'apprentissage de son métier de serveur en restaurant

## 1erépisode
De retour du service militaire Michel apprend que les dettes ont eu raison du restaurant de ses parents. L'établissement est devenu un fast-food. Michel se rend donc au Touquet-Paris-Plage pour faire son apprentissage dans un grand restaurant où travaille son oncle Gustave comme maître d'hôtel. Michel est engagé comme commis de salle. Son oncle prend en main le jeune homme pour lui communiquer sa passion de la cuisine et du vin.

## Anecdote
Florent Pagny interprétait le personnage principal dans le premier épisode. Sa carrière subit un tel coup d'accélérateur qu'il trouva plus intéressant de faire autre chose - la chanson, La Chaîne, etc. - plutôt que de conserver le rôle durant six autres épisodes. 
À la suite de cela le projet perdit son sens pour Raoul Mille, le romancier qui travaillait avec notamment Alphonse Boudard à l'écriture du scénario, qui abandonna ce travail.
Malgré cela, les producteurs et le réalisateur - le très renommé Michel Boisrond - jugèrent que la réussite de l'épisode-pilote avait été suffisante pour justifier une suite. Qui s'est déployée, au cours des semaines suivantes, dans différentes régions de France et qui s'achève à Bruxelles.
À la suite du départ de Florent Pagny, ce fut Didier Terron qui reprit les six épisodes suivants dans le rôle du frère de Pagny.